# تپه‌های شواروی
تپه‌های سرواریان ، با نام انگلیسی تپه‌های  شواروی  ، یک رشته کوه بلند (۱۶۲۰ متر) در نزدیکی شهر سالم ، در ایالت تامیل نادو ، در جنوب هند است. این یکی از ایستگاه های تپه اصلی در تامیل نادو و در گات شرقی است .

## جغرافیا
سروارایان ها بخشی از رشته های جنوبی سیستم گات شرقی را تشکیل می دهند. شواروی ها مساحتی معادل ۴۰۰ کیلومتر مربع (۹۹٬۰۰۰ جریب فرنگی) را پوشش می دهند،  با فلات هایی از ۴۰۰ تا ۴٬۰۰۰–۵٬۰۰۰ فوت (۱٬۲۰۰–۱٬۵۰۰ متر) بالاتر از سطح دریا. شهر اصلی اینجا یرکاود است.  همانطور که قبلا گفته شد، همچنین نشان دهنده بلندترین قله در بخش جنوبی گات شرقی است که قله سولیخارادو تا ۱۶۲۰ متر بالاتر از سطح متوسط دریا قرار دارد. این مکان به موازات تپه‌های پایین چیتری - کالرایان ، درست در شمال تپه‌های کولی و تپه‌های پاچایمالای قرار دارد. به سمت غرب، تپه های متور قرار بگیرید. این رشته، حلقه مهمی را در بخش جنوبی زنجیره تپه گات شرقی تشکیل می دهد.

## امکانات
تپه های سرواریان چندین مزرعه قدیمی قهوه و یک آسایشگاه دارد.منطقه های عمده مورد توجه توریست ها عبارتند از ارکیداریوم یرکاود در مرکز تحقیقات گیاه شناسی هند و قهوه خانه های قدیمی.

## گیاهان و جانوران
برخی از تکه‌های جنگل‌های اصلی هنوز در تپه‌های شواروی وجود دارند و آن‌هایی که در دامنه‌ها و قله‌های بالاتر قرار دارند، حاوی چندین گونه بومی گیاهی و جانوری هستند. عناصر جانوری و گلی در بالای اینجا شباهت زیادی به گات غربی دارند. از جمله نقاط برجسته می توان به استروبیلانتس کونتیانا (نیلاکورینجی) در قله های اینجا اشاره کرد که به غیر از بخش بالایی گات های غربی ، از گات های شرقی در جاهای دیگر شناخته شده نیست. جدا از جنگل های طبیعی، قهوه و مرکبات، به ویژه پرتقال، و همچنین موز، گلابی و جک فروت به وفور رشد می کنند.
جانورانی مانند گوزن ، گوزن سامبر، آهوی خالدار ، پانگولین هندی ، شغال ، خرگوش ، روباه ، مانگوس ، سنجاب، سنجاب غول پیکر ، و بسیاری از خزندگان از جمله خزندگان بومی مانند گاومیش هندی همی فیلوداکتیلوس آرانتیاکوس ، مارمولک سبز جنگلی معمولی calotes , rubuuxeii , اوروپلتیس الیوتی و Uropeltis shorttii (که بومی دامنه تپه است)، پایتون هندی در حال انقراض، Rhabdophis plumbicolor ، Calliophis beddomei و Trimeresurus gramineus . دوزیستان بومی مانند هیلارانا ، Raorchestes ، فجرواریا و تعداد زیادی پرنده مانند برفک سوت ، درنگو دم راکتی ، طاووس ، شاما ، پرنده برگ شرقی و نوک شاخ خاکستری هندی در تپه های شواروی وجود دارند.